# Miroslav Cerar

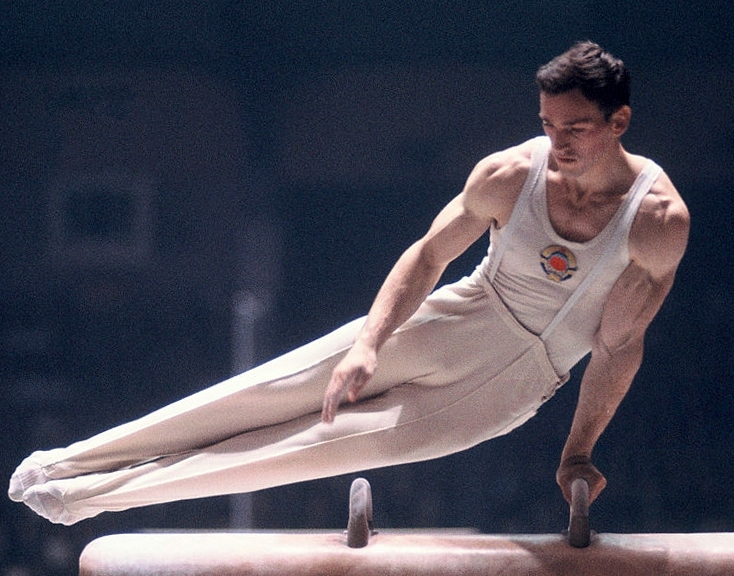
Miroslav Cerar

Miroslav Cerar (* 28. Oktober 1939 in Ljubljana) ist ein ehemaliger jugoslawischer Kunstturner. Cerar war in den 1960er Jahren der überragende Turner auf dem Seitpferd, der von 1962 bis 1970 alle weltweiten Meisterschaften an diesem Gerät gewann.

## Karriere
Seine internationale Karriere begann 1958, als Cerar bei der Weltmeisterschaft in Moskau Bronze am Seitpferd gewann. Bei den Olympischen Spielen 1960 belegte er den achten Platz im Mehrkampf und wurde Neunter mit der jugoslawischen Riege. Er erreichte lediglich das Gerätefinale am Reck, wo er den fünften Platz belegte.
1961 gewann er bei der Europameisterschaft in Luxembourg vier Goldmedaillen: Im Zwölfkampf, am Barren, am Seitpferd und an den Ringen sowie Bronze im Pferdsprung. Bei der Weltmeisterschaft 1962 in Prag gewann er Gold am Barren und am Seitpferd, jeweils vor Boris Schachlin. Es war das erste Mal, dass Kampfrichter ihre Wertung korrigierten, nachdem das Publikum (18.000 Zuschauern) 40 Minuten lang gegen die ursprüngliche Bewertung, die Schachlin beim Barrenwettbewerb auf Platz 1 sah, lautstark protestierte.  Bei der Europameisterschaft 1963 in Belgrad siegte er erneut im Zwölfkampf sowie an Seitpferd, Barren und Ringen. Neben Silber im Pferdsprung erhielt er hier auch Bronze für seine Bodenübung. Bei den Olympischen Spielen 1964 belegte er nach misslungener Bodenübung den siebten Platz im Zwölfkampf und Platz 11 mit der Mannschaft. Er erreichte drei Gerätefinals und belegte den sechsten Platz am Barren, gewann Bronze am Reck und Gold am Seitpferd.
Bei der Europameisterschaft 1965 in Anvers gewann er Gold am Barren, Silber an Seitpferd und am Boden und Bronze an den Ringen. Am Seitpferd gewann Wiktor Lissizki, der Cerar damit eine von nur zwei Niederlagen an seinem Spezialgerät beibrachte, die andere folgte 1967 gegen Michail Woronin ebenfalls bei einer Europameisterschaft. Dazwischen gewann Cerar bei der Weltmeisterschaft 1966 in Dortmund Gold am Seitpferd und Bronze am Barren.
Bei den Olympischen Spielen 1968 belegte er im Mehrkampf noch einmal Rang 9, die jugoslawische Riege wurde Sechste. Cerar erreichte nur das Finale am Seitpferd, dort gewann er seine zweite olympische Goldmedaille. Auch bei der Europameisterschaft 1969 siegte er am Seitpferd. 1970 war Cerars Heimatstadt Gastgeber für die Weltmeisterschaft. Er gewann in Ljubljana zum dritten Mal den Titel am Seitpferd und war wieder einziger jugoslawischer Medaillengewinner. Cerar beendete seine Karriere 1971, nachdem er sich bei einem Wettkampf in Japan verletzt hatte.
Cerar hatte neben seiner Karriere Jura studiert und wurde Rechtsanwalt. Daneben bekleidete er Ehrenämter im jugoslawischen, später im slowenischen Verband. 1968 wurde Cerar zum ersten slowenischen Sportler des Jahres gewählt, 1970 zeichnete man ihn erneut mit diesem Titel aus. Cerar erhielt den Olympischen Orden, 1999 wurde er in die International Gymnastics Hall of Fame aufgenommen.

## Familie
Der Jurist und Politiker Miro Cerar, der von 2014 bis 2018 slowenischer Ministerpräsident und danach bis 2020 Außenminister im Kabinett Šarec war, ist sein Sohn.